# Bouvincourt-en-Vermandois
Bouvincourt-en-Vermandois település Franciaországban, Somme megyében. Lakosainak száma 147 fő (2022. január 1.). Bouvincourt-en-Vermandois Cartigny, Estrées-Mons és Vraignes-en-Vermandois községekkel határos.

## Népesség
A település népességének változása:
| Lakosok száma | 155  | 157  | 158  | 151  | 148  | 147  | 144  | 141  | 147  |
|               | 2013 | 2015 | 2016 | 2017 | 2018 | 2019 | 2020 | 2021 | 2022 |